# Komadine

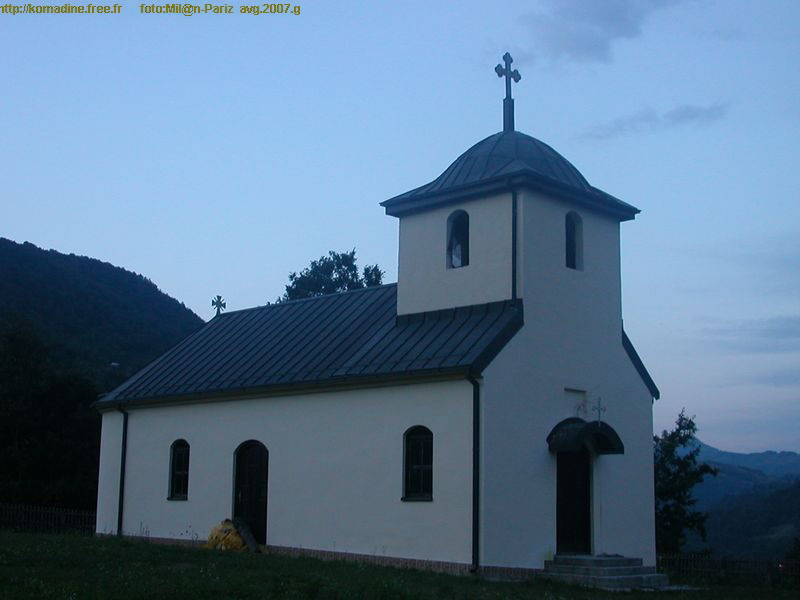
L'église du village de Komadine

Komadine (en serbe cyrillique : Комадине) est un village de Serbie situé dans la municipalité d’Ivanjica, district de Moravica. Au recensement de 2011, il comptait 161 habitants.

## Démographie
| 1948 | 1953 | 1961 | 1971 | 1981 | 1991 | 2002 | 2011 |
| ---- | ---- | ---- | ---- | ---- | ---- | ---- | ---- |
| 540  | 597  | 644  | 526  | 429  | 316  | 218  | 161  |

|  |